# ロボット工学
ロボット工学（ロボットこうがく、英: Robotics(英語版)）は、ロボットに関する技術を研究する学問。
ロボットの手足などを構成するためのアクチュエータや機構に関する分野、外界の情報を認識・知覚するためのセンサやセンシング手法に関する分野、ロボットの運動や行動ロボットの制御に関する分野、ロボットの知能など人工知能に関する分野などに大別される。

## 解説
語源としてはアイザック・アシモフが自著の一連のロボットが登場するSF小説のために、robotに物理学（physics）などに使われている語尾「-ics」を付けることで作った造語である。アシモフの小説内に出てくる「ロボット工学三原則」は、以降のロボット物SFに大きな影響を与えたのみならず、現実のロボット工学においても研究上の倫理的指標のひとつとなっている。また、「ロボティクスの父」や「ロボットの父」と呼ばれることもあるジョセフ・F・エンゲルバーガー博士はアシモフの小説に影響されていた。
ロボット工学の分野では、作業を自動化し、人間ができないようなさまざまな仕事をこなす機械を開発している。ロボットは様々な場面で様々な目的で使用されるが、今日ではその多くが、危険な環境（放射性物質の検査、爆弾検知、除染など）や製造工程、あるいは人間が生存できない場所（宇宙、水中、高温下、危険物質や放射線の洗浄・封じ込めなど）で使用されている。
今日、ロボット工学は技術の進歩に伴って急速に成長している分野であり、新しいロボットの研究、設計、製造は、国内、商業、軍事など、さまざまな実用的な目的に役立っている。多くのロボットは、爆弾の信管除去、不安定な廃墟での生存者の捜索、鉱山や難破船の探索など、人間にとって危険な仕事をするために作られている。
人工生命や生成的人工知能（生成AI）もロボット工学の関連分野として研究されている。有機分子でできた複製ロボットはナノテクノロジーと関連する。
FAIRのリサーチ・ディレクターであるDhruv Batraは、生成AIは注釈のない学習のシグナルとして使われるようになると考えている。

## 歴史
自動制御という意味でロボット工学の歴史について遡ると、古代ギリシャ時代には水力自動ドア(ピストン・シリンダー・パイプ)があり、日本の江戸時代にはからくり人形があった。しかしこれらは外界と内部の相互作用で反応を変えるものではなく、あくまで単純な応答を返す時計のようなものだとみなすこともできる。しかしあくまでロボット工学領域内にとって重要なのはソフトウェアではなく”モーター制御の精緻さと柔軟性およびセンサー”であるので、現代のロボットの基礎であることは否定できない。高度で人間のようなロボットを実現するには、ソフトウェアとなる汎用人工知能と身体であるハードウェアそれら2つをうまくすり合わせた状態を模索していく必要があると考えられる。
ロボットの中には、操作にユーザーの入力が必要なものもあれば、自律的に機能するものもあるが、自律的に動作するロボットを作るというコンセプトは古典時代にまで遡ることができ、ロボットの機能性や潜在的な用途に関する研究が大きく広がったのは20世紀に入ってからである。
| 年               | 内容 | ロボット名                     | 発明者                                                       |
| ---------------- | --- | ------------------------------ | ------------------------------------------------------------ |
| 紀元前8世紀      | 叙事詩「イーリアス」に、炎と鍛冶の神ヘーパイストス（ヘパイストス）がつくった「自分で歩くことのできる真鍮の三脚器」と「少女のような姿の黄金の召使い」（金製の群像）が登場する。 | 真鍮の三脚器、黄金の召使い     | ホメロス                                                     |
| 紀元前420年頃    | 木製の蒸気で推進する鳥で、飛ぶことができる。 | 飛ぶ鳩                         | タレントゥムのアルキタス                                     |
| 紀元前3世紀以前  | 『列子』に見られるオートマタに関する最も古い記述の一つ。これは穆王_(周)（紀元前1023年 - 957年）と「職人」として知られる機械技師のヤン・シーとの出会いに関するものである。ヤン・シーは王に、自分が作った機械仕掛けの等身大の人型人形を贈ったとされている。 | 等身大の人型人形               | ヤン・シー（中国語：偃师）                                   |
| 紀元1世紀以前    | アレクサンドリアのヘロンの著書『Pneumatica and Automata』には、消防車、パイプオルガン、コイン式機械、蒸気機関など、100 種類以上の機械とオートマタの説明が記載されている。 |                                | クテシビオス、ビザンツのフィロン、アレクサンドリアのヘロンら |
| 12世紀           | 初期のヒューマノイドオートマトン、プログラム可能なオートマトンバンド、ロボットバンド、手洗いオートマトン 、自動で動く孔雀。 |                                | アル＝ジャザリ                                               |
| 1495年           | ヒューマノイドロボットの設計。 | 機械の騎士                     | レオナルド・ダ・ヴィンチ                                     |
| 1560年代         | 時計仕掛けの祈祷師。ローブの下に機械の足が組み込まれており、歩行を模倣した。ロボットの目、唇、頭はすべて生きているような動きで動作が可能。 | 時計仕掛けの祈祷師             | ジャネッロ・デッラ・トッレ                                   |
| 1738年           | 食べたり、羽ばたいたり、排泄したりできる機械のアヒル。 | 消化中のアヒル                 | ジャック・ド・ヴォーカンソン                                 |
| 1898年           | ニコラ・テスラが初の無線操縦船を披露。 | テレオートマトン               | ニコラ・テスラ                                               |
| 1903年           | レオナルド・トーレス・ケベドはパリ科学アカデミーでテレキノを発表。テレキノは、人命を危険にさらすことなく飛行船をテストするための、さまざまな動作状態を持つ無線ベースの制御システム。彼は約100フィート離れた三輪車を制御して最初のテストを実施。これは、無線制御の無人地上車両の最初例。 | テレキノ                       | レオナルド・トーレス・ケベード                               |
| 1912年           | レオナルド・トーレス・ケベドは、チェスをプレイできる最初の真の自律型マシン「エル・アジェドレシスタ」を製作した。人間が操作するタークとアジーブとは対照的に、エル・アジェドレシスタは、人間の指示なしでチェスをプレイするために構築された統合オートマトンを備えていた。3つのチェスの駒でエンドゲームのみをプレイし、白のキングとルークを自動的に動かして、人間の対戦相手が動かした黒のキングをチェックメイトしてみせた。 | エル・アヘドレシスタ           | レオナルド・トーレス・ケベード                               |
| 1914年           | レオナルド・トーレス・ケベドは1914年に発表した論文『オートマチックに関するエッセイ』で、外部から情報を取り込むセンサー、腕のように外界を操作する部品、電池や空気圧などの動力源、そして最も重要なのは、取り込んだ情報と過去の情報を使って「判断」を行う機械を、外部の情報に応じて反応を制御し、環境の変化に適応して行動を変えることができる生物と定義した。                                                              |                                | レオナルド・トーレス・ケベード                               |
| 1921年           | 劇「R.U.R.」に、「ロボット」と呼ばれる最初の架空の自動機械が登場する。 | ロッサムのユニバーサルロボット | カレル・チャペック                                           |
| 1930年代         | ニューヨーク万国博覧会 (1939年)と1940年の国際博覧会でヒューマノイドロボット「エレクトロ」が展示された。 | エレクトロ (Elektro)           | ウェスティングハウス・エレクトリック・コーポレーション       |
| 1946年           | 最初の汎用デジタルコンピュータ「Whirlwind」が開発される。 | Whirlwind                      | 複数名                                                       |
| 1948年           | 生物学的行動を示す単純なロボット「エルシーとエルマー」を開発。 | エルシーとエルマー             | ウィリアム・グレイ・ウォルター                               |
| 1948年           | サイバネティクスの原理の定式化。 | サイバネティクス               | ノーバート・ウィーナー                                       |
| 1956年           | 最初の商用ロボットとして、ジョージ・デボルとジョセフ・エンゲルバーガーが設立したユニメーション社がデボルの特許に基づいて開発した。 | ユニメート                     | ジョージ・デボル                                             |
| 1961年           | 最初に導入された産業用ロボット。最初のデジタル操作およびプログラム可能なロボットであるUnimate は、ダイカストマシンから熱い金属片を持ち上げて積み重ねるために 1961 年に設置された。 | ユニメート                     | ジョージ・デボル                                             |
| 1967年から1972年 | 最初の本格的なヒューマノイド知能ロボットであり、最初のアンドロイド。四肢制御システムにより、下肢で歩行し、触覚センサーを使用して手で物をつかんで運ぶこと、視覚システムにより、外部受容体、人工の目、耳を使用して物体までの距離と方向を測定することと、会話システムにより、人工の口を使って日本語で人とコミュニケーションをとることができた。                                                                            | WABOT-1                        | 早稲田大学                                                   |
| 1973年           | 6つの電気機械駆動軸を備えた最初の産業用ロボット。 | ファミュラス                   | クーカ社ロボットグループ                                     |
| 1974年           | 世界初のマイクロコンピュータ制御電気産業用ロボット、ASEA社（ABBの前身）の IRB 6 は、スウェーデン南部の小さな機械会社に納入された。このロボットの設計機構は1972年に特許を取得していた。 | IRB 6                          | ABBグループ                                                  |
| 1975年           | プログラム可能なユニバーサルマニピュレーションアーム、ユニメーション製品。 | PUMA                           | ビクター・シャインマン                                       |
| 1978年           | 最初のオブジェクトレベルのロボットプログラミング言語であるRAPTは、ロボットが物体の位置、形状、センサーノイズの変化を処理できるようにしていた。 | フレディ1世と2世               | パトリシア・アンブラーとロビン・ポプルストーン               |
| 1983年           | 最初のマルチタスク、ロボット制御に使用された並列プログラミング言語。これはIBM/Series/1プロセスコンピュータ上のイベント駆動言語（EDL）であり、ロボット制御のためのプロセス間通信（WAIT/POST）と相互排他（ENQ/DEQ）メカニズムの両方を装備していた。 | アドリエル1世                  | ステボ・ボジノフスキーとミハイル・セスタコフ                 |

## ロボット工学を教える日本の組織
日本の大学では以下のとおりロボット工学科、ロボティクス学科や大学院ではロボティクス学講座が設置されている。
大学ロボット工学科
- 大阪工業大学ロボティクス＆デザイン工学部 ロボット工学科
- 愛知工科大学工学部 電子ロボット工学科
- 富山県立大学工学部 知能ロボット工学科
- 桐蔭横浜大学工学部 ロボット工学科
- 福山大学工学部 スマートシステム学科（旧電子・ロボット工学科）

大学ロボティクス学科
- 中部大学理工学部 AIロボティクス学科
- 日本工業大学先進工学部 ロボティクス学科
- 金沢工業大学情報理工学部 ロボティクス学科
- 帝京大学理工学部 総合理工学科 ロボティクス・AIコース
- 千葉工業大学工学部 未来ロボティクス学科
- 立命館大学理工学部 ロボティクス学科
- 九州産業大学工学部 バイオロボティクス学科

大学院ロボティクス学講座
- 大阪工業大学大学院ロボティクス&デザイン工学研究科ロボティクス&デザイン工学専攻（博士前期課程/博士後期課程）ロボティクスコース
- 名古屋大学大学院医学系研究科・先端医療バイオロボティクス学
- 東北大学大学院情報科学研究科・知能ロボティクス学講座
- 北陸先端科学技術大学院大学情報科学研究科・人間情報処理領域 ロボティクス分野
- 奈良先端科学技術大学院大学情報科学研究科・情報システム学専攻ロボティクス講座
- 大阪大学大学院工学研究科知能・機能創成工学専攻
- 九州大学大学院システム情報科学府知能システム学専攻実世界ロボティクス講座

専門学校ロボット工学科
- 麻生工科自動車大学校

高等学校ロボット工学科
- 茨城県立つくば工科高等学校
- 新潟県立新津工業高等学校
- 静岡県立吉原工業高等学校
- 静岡県立科学技術高等学校
- 愛知県立豊川工科高等学校
- 愛知県立豊橋工科高等学校
- 愛知県立春日井工科高等学校
- 愛知県立瀬戸工科高等学校
- 愛知県立半田工科高等学校
- 愛知県立愛西工科高等学校
- 愛知県立一宮起工科高等学校
- 兵庫県立西脇工業高等学校
- 鹿児島情報高等学校

## 高度な技術を有する海外および国内の組織
ヒューマノイドロボット、および家庭用ロボット、業務用ロボットにおける領域で、高度な制御技術を有している企業組織や大学を以下に列挙する。
- ボストンダイナミクス
- MIT Biomimetic Robotics Lab
- Stanford IRIS
- Tevel Aerobotics Technologies
- TOYOTA Research Institute
- Google X
- Robust.ai
- Figure AI
- CLONE
- Unitree Robotics
- Shenzhen Pudu Technology
- 東京大学 情報システム工学研究室
- 早稲田大学 次世代ロボット研究機構　AIロボット研究所
- 山形大学工学部 機械システム工学科
- 千葉工業大学 未来ロボット技術研究センター
- SONY R&D Activities
- コネクテッドロボティクス株式会社
- ファナック
- デンソー
- 日本電産
- オムロン
- アマゾンロボティクス
- アルデバランロボティクス